# Mberengwa (Stadt)
Mberengwa, auch Belingwe, ist ein kleiner Ort im Distrikt Mberengwa der Provinz Midlands in Simbabwe.

## Geografie
Der etwa 1040 m hoch gelegene Ort befindet sich 15 km östlich des Great Dyke im Belingwe-Grünsteingürtel. Er liegt etwa 20 km südwestlich von Zvishavane. Neben den Ort Mataga, ist Mberengwa eines der beiden Verwaltungszentren des gleichnamigen Distriktes, dessen größter Ort er auch ist.

## Infrastruktur
Er liegt nahe der Fernstraße A9 zwischen Bulawayo und Masvingo. Der Ort ist ebenso wie der Distrikt nur zum Teil entwickelt. In der Stadt gibt es zum Beispiel nur 3 Brunnen (2024).

## Wirtschaft
Wie an vielen anderen Orten nahe dem Great Dyke, gibt es im Umland des Ortes mehrere Bergwerke. So werden zum Beispiel in der Belingwe Star Mine, 5 km südlich der Stadt, Albit, Ankerit, Arsenopyrit, Berthierit, Gold, Pyrit, Quarz, Sphalerit und Stibnit gefunden.

## Persönlichkeiten
- Sibusiso Moyo (1960–2021), Offizier und Politiker[5]
- Andy Brown (1962–2012), Musiker